# Cornell Powell
Cornell Powell (Greenville, 30 ottobre 1997) è un giocatore di football americano statunitense che milita nel ruolo di wide receiver per i Kansas City Chiefs della National Football League (NFL).

## Carriera

### Kansas City Chiefs
Powell al college giocò a football a Clemson. Fu scelto nel corso del quinto giro (181º assoluto) nel Draft NFL 2021 dai Kansas City Chiefs. Fu svincolato il 31 agosto 2021 e rifirmò con la squadra di allenamento il giorno successivo. Il 2 febbraio 2022 firmò un nuovo contratto come riserva.
Il 30 agosto 2022 Powell fu svincolato e rifirmò con la squadra di allenamento il giorno successivo. Dopo avere disputò 3 partite fu inserito in lista infortunati il 3 gennaio 2023. A fine stagione i Chiefs vinsero il Super Bowl LVII contro i Philadelphia Eagles. Il 15 febbraio 2023 firmò un nuovo contratto da riserva.

## Palmarès
- Super Bowl : 2

Kansas City Chiefs: LVII, LVIII
- American Football Conference Championship: 2

Kansas City Chiefs: 2022, 2023